# قلعه قره سی
قلعه قره سی مربوط به دوره ساسانیان است و در شهرستان خمین، بخش کمره، دهستان خرمدشت، روستای لکان واقع شده و این اثر در تاریخ ۲۳ بهمن ۱۳۸۵ با شمارهٔ ثبت ۱۷۳۵۱ به‌عنوان یکی از آثار ملی ایران به ثبت رسیده‌است.